# グヴァンドラ川
グヴァンドラ川（グルジア語: გვანდრა、グルジア語ラテン翻字: Gvandra）は、ジョージアのアブハジア自治共和国を流れる川。全長26キロメートル、流域面積204平方キロメートル。コドリ川の源流の一つであり、グヴァンドラ山の南斜面を水源とする。主にコーカサス山脈の雪、雨、地下水が川の水の供給源となっている。春から夏にかけて水量が多く、冬は低水位になる。年間平均流量は19.8立方メートル毎秒。